# Persoonia saccata
Persoonia saccata, thường được gọi là snottygobble (mặc dù tên này được sử dụng cho một số loài khác), và cadgeegurrup trong ngôn ngữ bản địa, là một loài thực vật trong họ Proteaceae và là loài đặc hữu ở phía tây nam của Tây Úc. Nó thường là một bụi cây thẳng đứng và có lá dài, thẳng và các nhóm lên đến năm mươi hoặc nhiều hình dạng kì dị, hoa màu vàng có lông ở bên ngoài. Nó thường mọc trong rừng bị chi phối bởi jarrah (Eucalyptus marginata), marri (Corymbia calophylla) hoặc các loài Banksia lớn.

## Mô tả
Persoonia saccata thường thẳng đứng, đôi khi là một bụi cây lan rộng và có nhiều thân cây chính. Nó phát triển đến chiều cao từ 0,2–1,5 m (0,7–5 ft) với một chỗ phình lớn dưới lòng đất. Vỏ trên thân cây chủ yếu là mịn và màu xám. Các lá được sắp xếp luân phiên, dài 50–170 mm (2–7 in) và rộng khoảng 1 mm (0,04 in). Những chiếc lá mềm, dễ uốn và nhiều lông khi còn non và một màu tương tự trên cả hai bề mặt, với gân lá thường không nhìn thấy được. Những bông hoa được sắp xếp theo nhóm từ mười đến năm mươi hoặc nhiều hơn ở hai đầu của cành cây hoặc ở các nách lá. Cuống hoa dài khoảng 3,5–12 mm (0,1–0,5 in). Các nhóm có thân dài 20–250 mm (0,8–10 in). Hoa bao gồm bốn màu vàng sáng, lông cánh đài dài 9–14 mm (0,4–0,6 in). Hoa xuất hiện từ tháng 7 đến tháng 1 và sau đó là quả hạch có hình bầu dục mịn, hình bầu dục có chứa hạt pyrene dày 8–11 mm (0,3–0,4 in) và rộng 4,5–6 mm (0,18–0,24 in). Chúng xuất hiện ở khu vực thực vật phía Tây Nam, ở Đồng bằng duyên hải Swan, Avon Wheatbelt, Rừng Jarrah, Warren hoặc Đồng bằng Esperance thuộc tiểu vùng IBRA.

## Phân loại và đặt tên
Persoonia saccata lần đầu tiên được mô tả chính thức vào năm 1830 bởi Robert Brown và mô tả đã được công bố trong Supplementum primum Prodromi florae Novae Hollandiae. Saccata có nguồn gốc từ tiếng Latinh sacca có nghĩa là "túi".
Persoonia được đặt theo tên của Christian Hendrik Persoon (1755 - 1837), một nhà thực vật học chuyên về nấm.
Nhà thực vật học người Đức Otto Kuntze đã đề xuất danh pháp hai phần là Linkia saccata vào năm 1891, từ mô tả gốc của Antonio José Cavanilles về chi Linkia nhưng cuối cùng tên đã bị từ chối vì ủng hộ cái tên Persoonia.
Chi này được Peter Weston xem xét cho nghiên cứu hệ thực vật của Australia vào năm 1995, và P. saccata được xếp vào nhóm Teretifolia, một nhóm gồm 10 loài với hoa khác biệt. Nhụy của hoa ngắn hơn nhiều so với các loài persoonia khác.

## Phân bố
Persoonia phát triển trong rừng bị chi phối bởi jarrah hoặc marri, đôi khi banksias. Nó được tìm thấy ở các huyện gần duyên hải giữa hồ Pinjar và sông Blackwood ở Avon Wheatbelt, đồng bằng Esperance, rừng Jarrah, vùng đồng bằng ven biển Swan và các vùng địa lý sinh học của Warren.

## Sinh thái học
Loài này tái sinh mạnh mẽ sau khi cháy rừng từ phần phình ra dưới lòng đất. Mùa hè sau nó tạo ra những nhóm hoa lớn, nhưng số lượng giảm trong những năm tiếp theo, cho đến khi cây chỉ sản xuất chồi ngắn và không có hoa.

## Bảo tồn
Persoonia saccata được phân loại là "không bị đe dọa" bởi Sở Công Viên và Động Vật Hoang Dã của Chính phủ Tây Úc.